# EFL League One
Football League One (częściej nazywana po prostu League One lub od sponsora: Npower Football League 1) – trzecia klasa rozgrywkowa piłki nożnej w angielskim systemie ligowym, a zarazem druga w The Football League.

## Zespoły Football League One 2023/24
| Klub                | Poprzedni sezon (2022/23)                 | Siedziba     | Stadion                      | Pojemność |
| ------------------- | ----------------------------------------- | ------------ | ---------------------------- | --------- |
| Barnsley            | 4.                                        | Barnsley     | Oakwell Stadium              | 23 287    |
| Blackpool           | 23.(Spadek z Championship 2022/23)        | Blackpool    | Bloomfield Road              | 16 616    |
| Bolton Wanderers    | 5.                                        | Bolton       | Toughsheet Community Stadium | 28 723    |
| Bristol Rovers      | 17.                                       | Bristol      | Memorial Stadium             | 11 000    |
| Burton Albion       | 15.                                       | Burton       | Pirelli Stadium              | 6 912     |
| Cambridge United    | 20.                                       | Cambridge    | Abbey Stadium                | 7 937     |
| Carlisle United     | 5.(Awans z play-offów League Two 2022/23) | Carlisle     | Brunton Park                 | 17 949    |
| Charlton Athletic   | 10.                                       | Londyn       | The Valley                   | 27 111    |
| Cheltenham Town     | 16.                                       | Cheltenham   | Whaddon Road                 | 7 066     |
| Derby County        | 7.                                        | Derby        | Pride Park Stadium           | 33 600    |
| Exeter City         | 14.                                       | Exeter       | St. James Park               | 8 720     |
| Fleetwood Town      | 13.                                       | Fleetwood    | Highbury Stadium             | 5 327     |
| Leyton Orient       | 1.(Awans z League Two 2022/23)            | Londyn       | Brisbane Road                | 9 271     |
| Lincoln City        | 11.                                       | Lincoln      | Sincil Bank                  | 10 669    |
| Northampton Town    | 3.(Awans z League Two 2022/23)            | Northampton  | Sixfields Stadium            | 7 798     |
| Oxford United       | 19.                                       | Oxford       | Kassam Stadium               | 12 500    |
| Peterborough United | 6.                                        | Peterborough | London Road Stadium          | 15 314    |
| Portsmouth          | 8.                                        | Portsmouth   | Fratton Park                 | 20 899    |
| Port Vale           | 18.                                       | Burslem      | Vale Park                    | 15 036    |
| Reading             | 22.(Spadek z Championship 2022/23)        | Reading      | Select Car Leasing Stadium   | 24 161    |
| Shrewsbury Town     | 12.                                       | Shrewsbury   | New Meadow                   | 9 875     |
| Stevenage           | 2.(Awans z League Two 2022/23)            | Stevenage    | Broadhall Way                | 7 800     |
| Wigan Athletic      | 24.(Spadek z Championship 2022/23)        | Wigan        | DW Stadium                   | 25 138    |
| Wycombe Wanderers   | 9.                                        | High Wycombe | Adams Park                   | 9 448     |

## Zwycięzcy Football League One
| Sezon     | Zwycięzca               | Wicemistrz          | Zwycięzca play-offów |
| --------- | ----------------------- | ------------------- | -------------------- |
| 2004/2005 | Luton Town              | Hull City           | Sheffield Wednesday  |
| 2005/2006 | Southend United         | Colchester United   | Barnsley             |
| 2006/2007 | Scunthorpe United       | Bristol City        | Blackpool            |
| 2007/2008 | Swansea City            | Nottingham Forest   | Doncaster Rovers     |
| 2008/2009 | Leicester City          | Peterborough United | Scunthorpe United    |
| 2009/2010 | Norwich City            | Leeds United        | Millwall             |
| 2010/2011 | Brighton & Hove Albion  | Southampton         | Peterborough United  |
| 2011/2012 | Charlton Athletic       | Sheffield Wednesday | Huddersfield Town    |
| 2012/2013 | Doncaster Rovers        | Bournemouth         | Yeovil Town          |
| 2013/2014 | Wolverhampton Wanderers | Brentford           | Rotherham United     |
| 2014/2015 | Bristol City            | Milton Keynes Dons  | Preston North End    |
| 2015/2016 | Wigan Athletic          | Burton Albion       | Barnsley             |
| 2016/2017 | Sheffield United        | Bolton Wanderers    | Millwall             |
| 2017/2018 | Wigan Athletic (2)      | Blackburn Rovers    | Rotherham United     |
| 2018/2019 | Luton Town (2)          | Barnsley            | Charlton Athletic    |
| 2019/2020 | Coventry City           | Rotherham United    | Wycombe Wanderers    |
| 2020/2021 | Hull City               | Peterborough United | Blackpool            |
| 2021/2022 | Wigan Athletic (3)      | Rotherham United    | Sunderland           |
| 2022/2023 | Plymouth Argyle         | Ipswich Town        | Sheffield Wednesday  |
| 2023/2024 | Portsmouth              | Derby County        | Oxford United        |
| 2024/2025 | Birmingham City         | Wrexham             | Charlton Athletic    |

## Wyniki play-offów
| Sezon     | Półfinał (1. mecz)                                                           | Półfinał (rewanż) | Finał                                                                           |
| --------- | ---------------------------------------------------------------------------- | --- | ------------------------------------------------------------------------------- |
| 2004/2005 | Sheffield Wednesday 1–0 Brentford Hartlepool United 2–0 Tranmere Rovers      | Brentford 1–2 Sheffield Wednesday Tranmere Rovers 2–0 Hartlepool United (6:5 dla Hartlepool w rzutach karnych)        | Sheffield Wednesday 4–2 Hartlepool United po dogr.                              |
| 2005/2006 | Barnsley 0–1 Huddersfield Town Swansea City 1–1 Brentford                    | Huddersfield Town 1–3 Barnsley Brentford 0–2 Swansea City                                                             | Barnsley 2–2 Swansea City (4:3 dla Barnsley w rzutach karnych)                  |
| 2006/2007 | Yeovil Town 0–2 Nottingham Forest Oldham Athletic 1–2 Blackpool              | Nottingham Forest 2–5 Yeovil Town po dogr. Blackpool 3–1 Oldham Athletic                                              | Yeovil Town 0–2 Blackpool                                                       |
| 2007/2008 | Southend United 0–0 Doncaster Rovers Leeds United 1–2 Carlisle United        | Doncaster Rovers 5–1 Southend United Carlisle United 0–2 Leeds United                                                 | Leeds United 0–1 Doncaster Rovers                                               |
| 2008/2009 | Scunthorpe United 1–1 MK Dons Millwall 1–0 Leeds United                      | MK Dons 0–0 Scunthorpe United (7:6 dla Scunthorpe w rzutach karnych) Leeds United 1–1 Millwall                        | Scunthorpe United 3–2 Millwall                                                  |
| 2009/2010 | Swindon Town 2–1 Charlton Athletic Huddersfield Town 0–0 Millwall            | Charlton Athletic 2–1 Swindon Town (5:4 dla Swindon w rzutach karnych) Millwall 2–0 Huddersfield                      | Millwall 1–0 Swindon Town                                                       |
| 2010/2011 | Bournemouth 1–1 Huddersfield Town Milton Keynes Dons 3–2 Peterborough United | Huddersfield Town 3–3 Bournemouth (4:2 dla Huddersfield w rzutach karnych) Peterborough United 2–0 Milton Keynes Dons | Huddersfield Town 0–3 Peterborough United                                       |
| 2011/2012 | Sheffield United 0–0 Stevenage Huddersfield Town 2–0 Milton Keynes Dons      | Sheffield United 1–0 Stevenage Huddersfield Town 1–2 Milton Keynes Dons                                               | Huddersfield Town 0–0 Sheffield United (8:7 dla Huddersfield w rzutach karnych) |
| 2012/2013 | Sheffield United 1–0 Yeovil Town Swindon Town 1–1 Brentford                  | Yeovil Town 2–0 Sheffield United Brentford 3–3 Swindon Town (5:4 dla Brentford w rzutach karnych)                     | Brentford 1–2 Yeovil Town                                                       |
| 2013/2014 | Peterborough United 1–1 Leyton Orient Preston North End 1–1 Rotherham United | Leyton Orient 2–1 Peterborough United Rotherham United 3–1 Preston North End                                          | Leyton Orient 2–2 Rotherham United (4:3 dla Rotherham United w rzutach karnych) |
| 2014/2015 | Chesterfield 0–1 Preston North End Sheffield United 1–2 Swindon Town         | Preston North End 3–0 Chesterfield Swindon Town 5–5 Sheffield United                                                  | Preston North End 4–0 Swindon Town                                              |
| 2015/2016 | Barnsley 3–0 Walsall Bradford City 1–3 Millwall                              | Walsall 1–3 Barnsley Millwall 1–1 Bradford City                                                                       | Barnsley 3–1 Millwall                                                           |
| 2016/2017 | Millwall 0–0 Scunthorpe United Bradford City 1–0 Fleetwood Town              | Scunthorpe United 2–3 Millwall Fleetwood Town 0–0 Bradford City                                                       | Bradford City 0–1 Millwall                                                      |
| 2017/2018 | Charlton Athletic –-1 Shrewsbury Town Scunthorpe United 2–2 Rotherham United | Shrewsbury Town 1–0 Charlton Athletic Rotherham United 2–0 Scunthorpe United                                          | Rotherham United 1–1 Shrewsbury Town (2:1 dla Rotherham United w dogrywce)      |
| 2018/2019 | Sunderland 1–0 Portsmouth Doncaster Rovers 1–2 Charlton Athletic             | Portsmouth 0–0 Sunderland Charlton Athletic 2–3 Doncaster Rovers (4:3 dla Charlton Athletic w karnych)                | Charlton Athletic 2–1 Sunderland                                                |
| 2019/2020 | Portsmouth 1–1 Oxford United Fleetwood Town 1–4 Wycombe Wanderers            | Oxford United 1–1 Portsmouth (5:4 dla Oxford United w karnych) Wycombe Wanderers 2–2 Fleetwood Town                   | Oxford United 1–2 Wycombe Wanderers                                             |
| 2020/2021 | Oxford United 0–3 Blackpool Lincoln City 2–0 Sunderland                      | Blackpool 3–3 Oxford United Sunderland 2–1 Lincoln City                                                               | Blackpool 2–1 Lincoln City                                                      |
| 2021/2022 | Wycombe Wanderers 2–0 Milton Keynes Dons Sunderland 1–0 Sheffield Wednesday  | Milton Keynes Dons 1–0 Wycombe Wanderers Sheffield Wednesday 1–1 Sunderland                                           | Sunderland 2–0 Wycombe Wanderers                                                |
| 2022/2023 | Peterborough United 4–0 Sheffield Wednesday Bolton Wanderers 1–1 Barnsley    | Sheffield Wednesday 5–1 Peterborough United (5:3 dla Sheffield Wednesday w karnych) Barnsley 1–0 Bolton Wanderers     | Barnsley 0–0 Sheffield Wednesday (0:1 dla Sheffield Wednesday w dogrywce)       |
| 2023/2024 | Barnsley 1–3 Bolton Wanderers Oxford United 1–0 Peterborough United          | Bolton Wanderers 2–3 Barnsley Peterborough United 1–1 Oxford United                                                   | Bolton Wanderers 0–2 Oxford United                                              |

## Zespoły zdegradowane
| Sezon     | Kluby                                                                  |
| --------- | ---------------------------------------------------------------------- |
| 2004/2005 | Torquay United, Wrexham, Peterborough United, Stockport County         |
| 2005/2006 | Hartlepool United, Milton Keynes Dons, Swindon Town, Walsall           |
| 2006/2007 | Chesterfield, Bradford City, Rotherham United, Brentford               |
| 2007/2008 | Bournemouth, Gillingham, Port Vale, Luton Town                         |
| 2008/2009 | Hereford United, Cheltenham Town, Crewe Alexandra, Northampton Town    |
| 2009/2010 | Stockport County, Wycombe Wanderers, Southend United, Gillingham       |
| 2010/2011 | Swindon Town, Plymouth Argyle, Bristol Rovers, Dagenham & Redbridge    |
| 2011/2012 | Wycombe Wanderers, Chesterfield, Exeter City, Rochdale                 |
| 2012/2013 | Scunthorpe United, Bury, Hartlepool United, Portsmouth                 |
| 2013/2014 | Stevenage, Shrewsbury Town, Carlisle United, Tranmere Rovers           |
| 2014/2015 | Yeovil Town, Leyton Orient, Crawley Town, Notts County                 |
| 2015/2016 | Doncaster Rovers, Blackpool, Colchester United, Crewe Alexandra        |
| 2016/2017 | Port Vale, Swindon Town, Coventry City, Chesterfield                   |
| 2017/2018 | Oldham Athletic, Northampton Town, Milton Keynes Dons, Bury            |
| 2018/2019 | Plymouth Argyle, Walsall, Scunthorpe United, Bradford City             |
| 2019/2020 | Tranmere Rovers, Southend United, Bolton Wanderers, Bury               |
| 2020/2021 | Rochdale, Northampton Town, Swindon Town, Bristol Rovers               |
| 2021/2022 | Gillingham, Doncaster Rovers, Wimbledon, Crewe Alexandra               |
| 2022/2023 | Milton Keynes Dons, Morecambe, Accrington Stanley, Forest Green Rovers |
| 2023/2024 | Cheltenham Town, Fleetwood Town, Port Vale, Carlisle United            |
| 2024/2025 | Crawley Town, Bristol Rovers, Cambridge United, Shrewsbury Town        |

## Najlepsi strzelcy
| Sezon     | Zawodnik (klub)                                                        | Bramki |
| --------- | ---------------------------------------------------------------------- | ------ |
| 2004/2005 | Stuart Elliott (Hull City) Dean Windass (Bradford City)                | 27     |
| 2005/2006 | Freddy Eastwood (Southend United) Billy Sharp (Scunthorpe United)      | 23     |
| 2006/2007 | Billy Sharp (Scunthorpe United)                                        | 30     |
| 2007/2008 | Jason Scotland (Swansea City)                                          | 24     |
| 2008/2009 | Simon Cox (Swindon Town)                                               | 29     |
| 2008/2009 | Rickie Lambert (Bristol Rovers)                                        | 29     |
| 2009/2010 | Rickie Lambert (Southampton)                                           | 31     |
| 2010/2011 | Craig Mackail-Smith (Peterborough United)                              | 27     |
| 2011/2012 | Jordan Rhodes (Huddersfield Town)                                      | 38     |
| 2012/2013 | Paddy Madden (Yeovil Town)                                             | 24     |
| 2013/2014 | Sam Baldock (Bristol City)                                             | 24     |
| 2014/2015 | Joe Garner (Preston North End)                                         | 25     |
| 2015/2016 | Nicky Ajose (Swindon Town) Will Grigg (Wigan Athletic)                 | 24     |
| 2016/2017 | Billy Sharp (Sheffield United)                                         | 30     |
| 2017/2018 | Jack Marriott (Peterborough United)                                    | 27     |
| 2018/2019 | James Collins (Luton Town)                                             | 25     |
| 2019/2020 | Ivan Toney (Peterborough United)                                       | 24     |
| 2020/2021 | Jonson Clarke-Harris (Peterborough United)                             | 31     |
| 2021/2022 | Will Keane (Wigan Athletic)                                            | 26     |
| 2022/2023 | Conor Chaplin (Ipswich Town Jonson Clarke-Harris (Peterborough United) | 26     |
| 2023/2024 | Alfie May (Charlton Athletic)                                          | 23     |